# Pavé de Camphin-en-Pévèle
Der Sektor Pavé de Camphin-en-Pévèle, Pavé de la Justice oder Secteur Eddy Merckx ist ein 1800 Meter langer mit Kopfsteinen gepflasterter Weg, welcher bei Paris–Roubaix von Wannehain in Richtung Camphin-en-Pévèle befahren wird.

## Charakteristik
Der Sektor Pavé de Camphin-en-Pévèle ist mit der Schwierigkeitsstufe von vier Sternen ausgezeichnet. Das Kopfsteinpflaster in diesem Sektor ist sehr unterschiedlich–gute Abschnitte wechseln sich mit schlechteren Abschnitten ab. Insgesamt ist der Abschnitt schwierig zu befahren, weil es keine klare Fahrlinie gibt. Nach einer kurzen Passage durch Camphin-en-Pévèle folgen sogleich der Carrefour de l’Arbre und der Sektor von Gruson, so dass die Fahrer 5 der nächsten 6 Kilometer auf Kopfsteinpflaster unterwegs sind.

## Geschichte
Der Sektor basiert, zumindest ein Teil davon, auf einer alten Römerstraße zwischen Tournai und Estaires. Die Benennung Pavé de la Justice geht vermutlich auf den Anfang des Sektors zurück, der Rue de la Justice. Der Sektor wurde während der neunten Etappe der Tour de France 2018 als vorletzter von insgesamt 15 Kopfsteinpflastersektoren auf der Etappe gefahren. Eine weitere Besonderheit ist die ungewöhnlich dichte Reihung dreier Sektoren nacheinander (Camphin-en-Pévèle, Carrefour de l’Arbre und Gruson), die kurz vor dem Finale häufig zu einer weiteren Selektion des Fahrerfelds oder der Spitzengruppe führt.
2023 wurde der Sektor, dessen Anfang in unmittelbarer Nähe der Grenze zu Belgien liegt, dem belgischen Radsportidol Eddy Merckx gewidmet, der das Rennen dreimal gewinnen konnte. Eine mehrsprachige Hinweistafel weist zu Beginn der Strecke auf diese Benennung hin.

## Bildergalerie

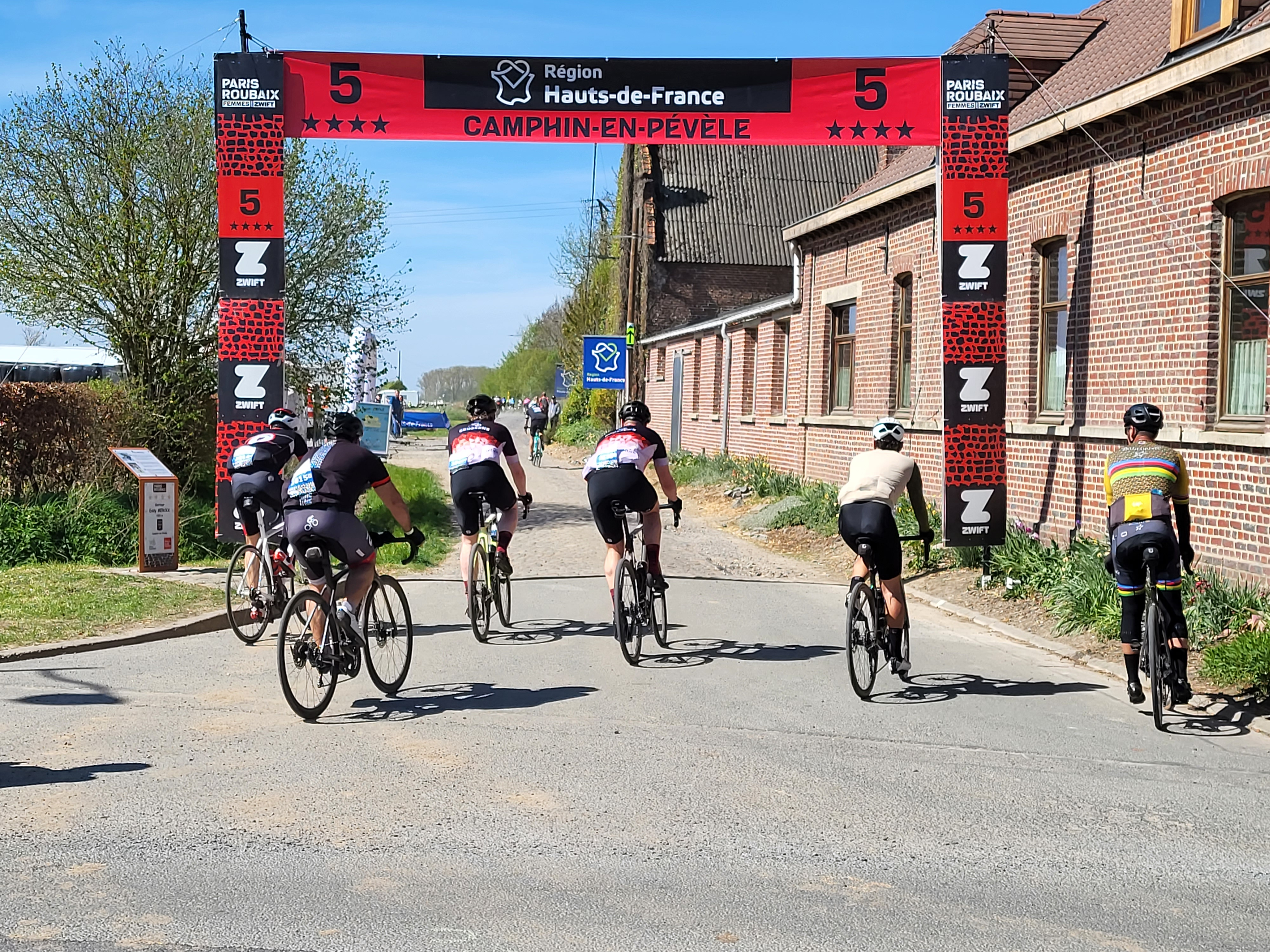
Eingang des Sektors
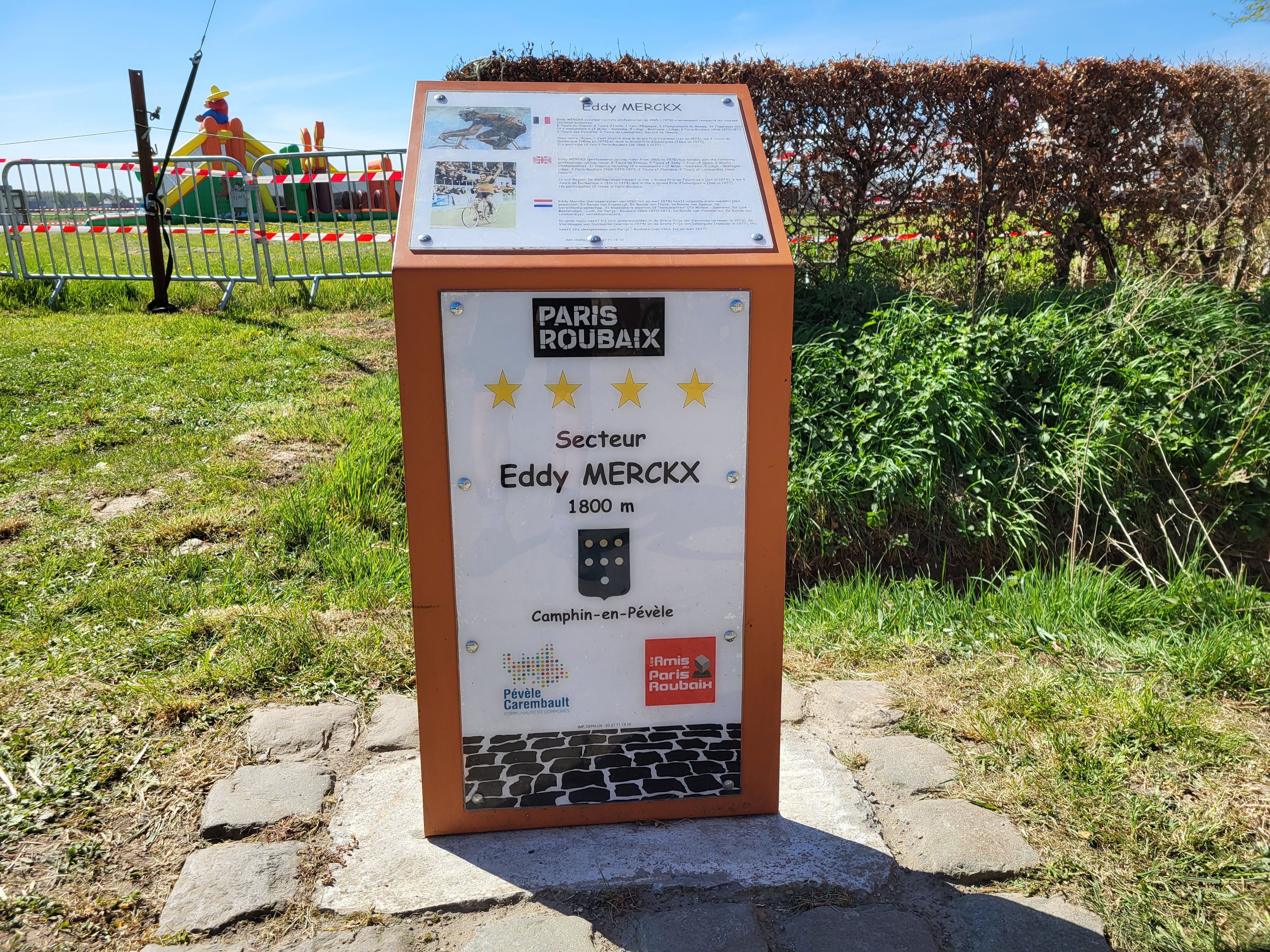
Hinweistafel zu Ehren von Eddy Merckx
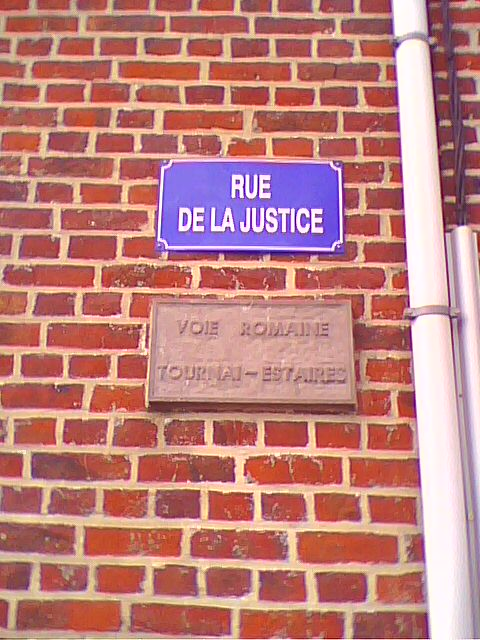
Gedenktafel der Römerstraße Tournai-Estaires
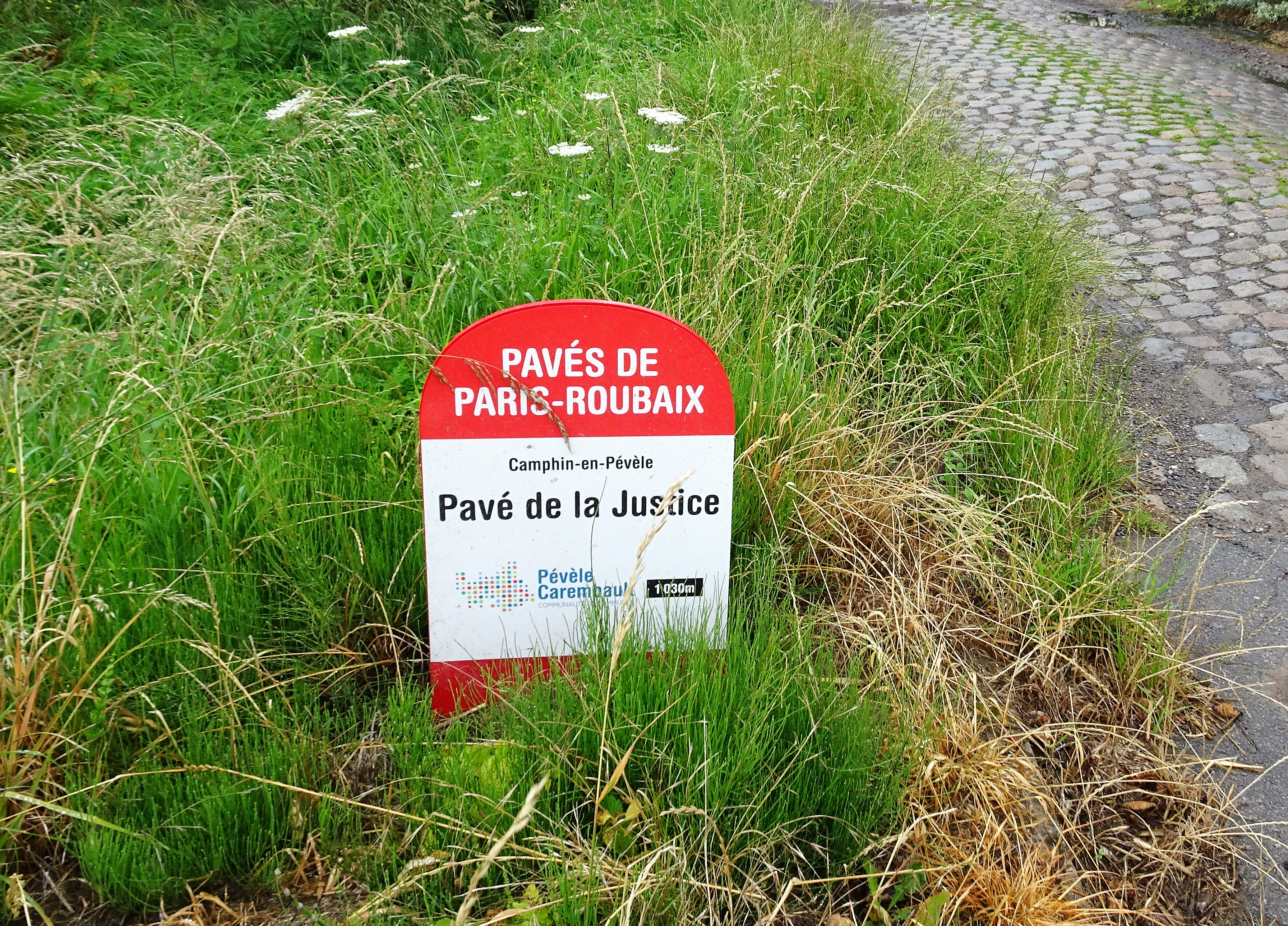
Hinweistafel am Beginn des Sektors
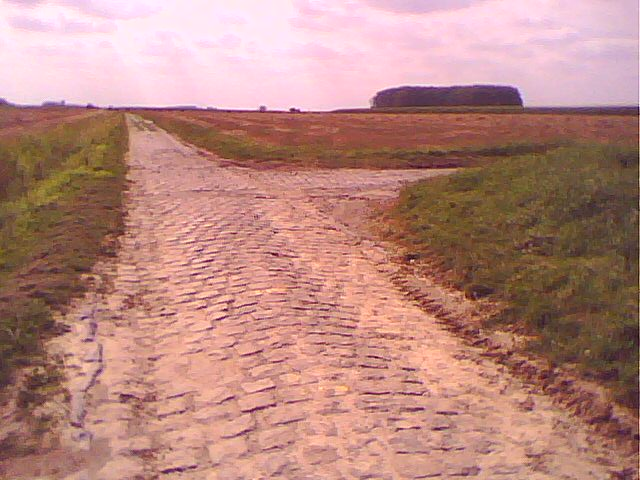
Rechtskurve in Richtung Camphin-en-Pévèle
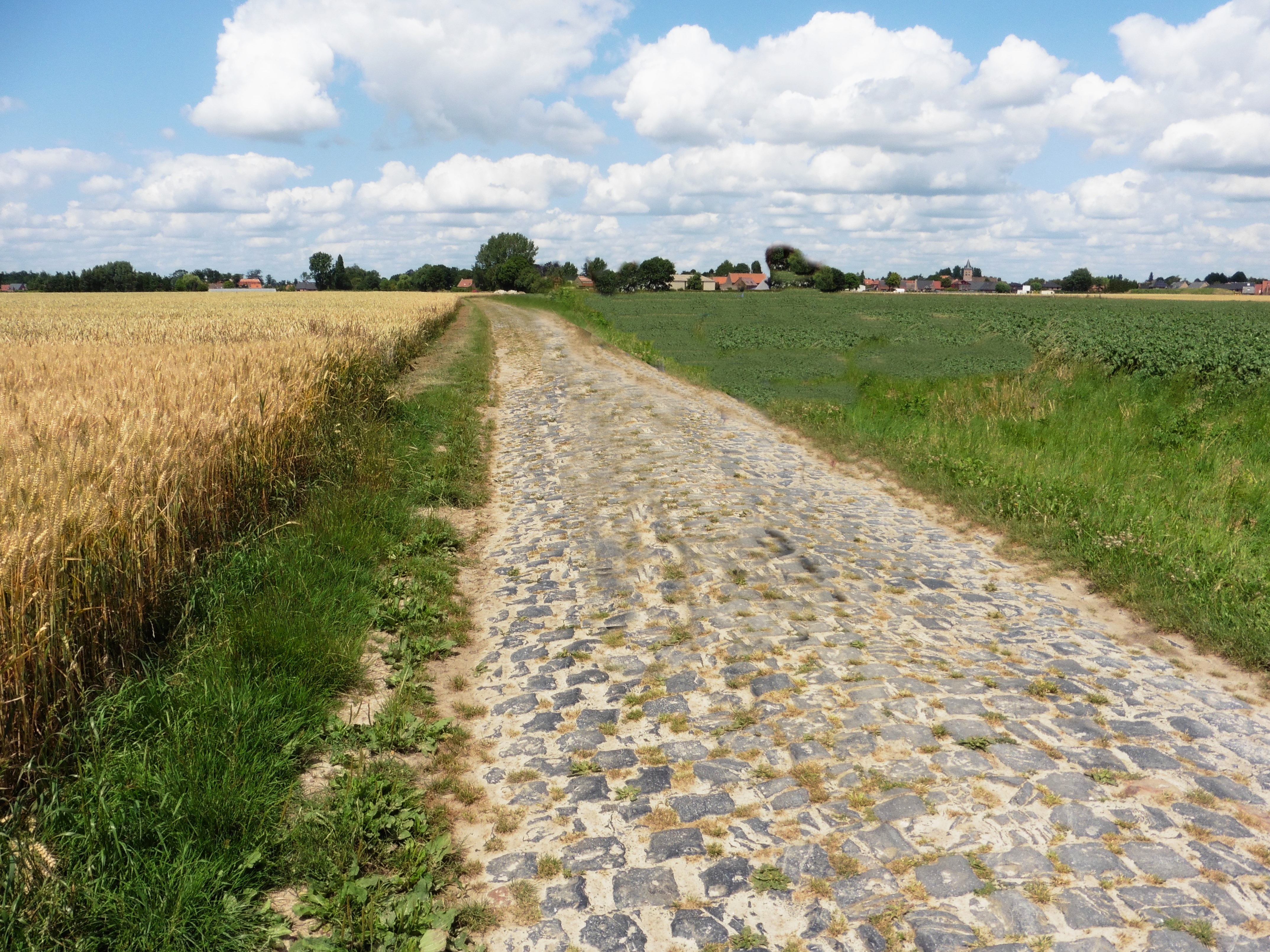
Ende des Sektor Pavé de Camphin-en-Pévèle